# Бомбашки напади у Кахтанији
Бомбашки напади у Кахтанији догодили су се 14. августа 2007. године, када су четири координисана самоубилачка напада ауто-бомбама експлодирала у језидским градовима Тил Езер и Сиба Шеикх Хидир на северу Ирака.
Погинуло је 796 људи, а најмање 1.500 је повређено, чиме је овај напад постао најсмртоноснији напад ауто-бомбама током рата у Ираку. Ово је трећи најсмртоноснији терористички напад у историји, одмах након Напада 11. септембра у Сједињеним Америчким Државама и Масакра у кампу Шпајхер, такође у Ираку. Ниједна група није преузела одговорност за ове нападе.

## Тензије и позадина
Неколико месеци пре напада, напетост је расла на том подручју, посебно између Језида и сунитских муслимана (како Арапа тако и Курда). Неки Језиди који живе на том подручју добили су претећа писма која их означавају као невернике. Летци су такође дељени, у којима су Језиди означени као анти-исламисти и упозорили су их да је напад неизбежан.
Напад је, вероватно, био повезан са убиством Дуа Кхалил Асваде, 17-годишње Јазиди девојке, која је каменована од стране саплеменика четири месеца пре напада. Веровало се да је Асвад желела да пређе на ислам како би се удала за сунита. Две недеље касније, након што се видео-снимак каменовања појавио на интернету, сунитски борци зауставили су минибус пун Језида — 23 мушкарца Језида изведени су из аутобуса и убијени.
Подручје Синџар, на коме живе Језиди, Курди, Туркмени и Арапи, грађани су требали да гласају на референдуму за присаједињење Курдском региону у децембру 2007. године. Ово је изазвало тензије између суседних арапских заједница. Касније је у том подручју размештено 600 курдских Пешмерга, а око око Језидских села копани су повови како би се спречили додатни напади.

## Детаљи
Бомбашки напади догодили су се око 19.20 часова 14. августа 2007. године, када су се догодила четири координисана самоубилачка бомбашка напада у језидским градовима Кахтанијији и Џазири (Шиба Шеик Хидир), у близини Мосула, у покрајини Ниневи, северни Ирак. Мета ових напада били су Језиди, верска мањина у Ираку, користећи цистерну са горивом и три аутомобила. Портпарол Министарства унутрашњих послова Ирака, изјавио је да је за експлозије искоришћено две тоне експлозива, што је резултовало рушењем зграда. Ово је узроковало заробљавање целокупних породица испод чепчића и других остатака, док су цели квартови били потпуно сравњени.
„Болнице немају више лекова. Апотеке су празне. Потребна нам је храна, лекови и вода, иначе ће настати још већа катастрофа”, изјавио је Абдул Рахим ел Шимари, градоначелник округа Баџ, који обухвата опустошена села.
Било је убијено 796 људи и најмање 1.562 повређених.   

## Одговорност
Ниједна организација није преузела одговорност за напад. Председник Ирака, Џалал Талабани, оптужио је сунитске побуњенике за бомбашке нападе, указујући на историју сунитског насиља против Језида. Извештено је да су делили летке на којима су обележили Језиде као анти-исламисте. Иако напади подсећају на Ал Каидине координисане истовремене нападе, нејасно је зашто би се одрекли одговорности за тако успешну операцију. „Сматрамо Ал Каиду за извршиоца”, казао је потпуковник Кристофер Гарвер, портпарол Оружаних снага Сједињених Америчких Држава.
Дана 3. септембра 2007. године, америчка војска наводно је убила главног организатора самоубилачких напада, Абу Мухамед ел Африја.